# 김민기 (희극인)
김민기(金敏基, 1983년 11월 4일~)는 대한민국의 희극 배우이다.

## 학력
- 계룡공업고등학교(졸업)

## 방송

### 예능
- 《웃찾사》(SBS)
  - 《기살아》
  - 《비밀》(2009년 7월 23일~8월 6일)
  - 《어제오늘내일》
  - 《러브파이터》(2010년 7월 10일~10월 2일)
- 《개그투나잇》(SBS)
  - 《홍도를 아십니까》(2011년 11월 5일~19일)/홍여사(2011년 11월 26일~2012년 1월 14일)
  - 《솔직한 가족》(2011년 11월 5일)
  - 《영상물 심사위원회》(2011년 12월 27일~2012년 3월 10일)
  - 《햄을 품은 달》(2012년 3월 17일~5월 19일)
  - 《화성인 가족》(2012년 7월 21일~9월 8일)
  - 《서커스 매직유랑단》(2012년 9월 15일~12월 1일)
  - 《쇼 미더 개그》(2012년 9월 15일~12월 22일)
  - 《용선생》(2012년 10월 6일~2013년 5월 12일)
  - 《민기는 괴로워》(2013년 1월 5일~12월 13일)
- 《웃찾사 시즌 2》(SBS)
  - 《민기네 경비아저씨》(2014년 3월 28일~5월 16일)
  - 《성호야~》(2014년 5월 23일~2015년 5월 24일)
  - 《고백》(2014년 12월 12일~2015년 1월 2일)
  - 《어느 장단에》(2015년 3월 6일~4월 5일)
  - 《윤화는 일곱살》(2015년 6월 21일~2016년 9월 28일)
  - 《미래소년 민기》(2015년 9월 20일~10월 11일)
  - 《친한 친구》(2015년 12월 6일~12월 13일)
  - 《사이다》(2016년 7월 1일~8월 24일)
  - 《홍배달》(2016년 8월 31일~11월 16일)
  - 《콩닥콩닥 민기쌤》(2016년 12월 21일~2017년 5월 31일)
  - 《개그 청문회》(2016년 12월 21일 / 2017년 1월 25일)
  - 《새해 인사》(2017년 1월 4일)
  - 《아가씨를 지켜라》(2017년 4월 26일)
- 《코미디빅리그》(tvN)
  - 《똥군기》(2017년 10월 1일~10월 15일)
  - 《비타코인》(2018년 1월 28일~3월 25일)
  - 《문식당》(2018년 4월 15일~6월 24일)
  - 《단내투어》(2018년 7월 1일) -
  - 《흔남들》(2018년 8월 19일~8월 26일)
  - 《회장 김충남》(2018년 10월 14일~12월 2일)
  - 《2018 장희빈》(2018년 10월 21일) - 미용실 보조(특별출연)
  - 《흔들려》(2019년 1월 6일~3월 24일)
  - 《코빅총회》(2020년 8월 16일)
  - 《2020 슈퍼차 부부》(2020년 6월 28일~12월 20일)
  - 《2021 슈퍼차 부부》(2021년 1월 3일~3월 21일)
  - 《2021 슈퍼차 부부 비긴즈》(2021년 4월 4일~6월 20일)
- 《개그콘서트》(KBS)
  - <어쩔꼰대> (2024년 7월 7일~)
  - 《셀룰라이트》(2021년 4월 4일~방영중)
  - 《슈퍼차 부부 in 조선》(2021년 7월 4일~방영중)
- 《백년손님》(SBS) 142회 (2012년 7월 5일)
- 《도전 1000곡》(SBS) 279회 (2013년 12월 22일)
- 《현장토크쇼 TAXI》(tvN) 491회 (2017년 8월 16일)
- 《불후의 명곡 - 전설을 노래하다》(KBS2) 324회 (2017년 10월 7일)
- 《황금어장 라디오스타》(MBC) 554회 (2018년 1월 31일)
- 《대국민 토크쇼 안녕하세요》(KBS2) 377회 (2018년 8월 20일)
- 《히든싱어 5》(JTBC) 패널 (2018년)
- 《1호가 될 순 없어》(JTBC) (2021년)
- 《와카남》(TV조선) (2021년)

### 드라마
- 《여왕의 꽃》(MBC) - 식당 손님 역 (특별출연, 2018년)
- 《황금정원》(MBC) - 미미의 남편 역 (1회, 4회 특별출연, 2019년)
- 《하늘의 인연》(MBC) - 신랑 역 (특별출연, 2023년)

## 가족 관계
- 배우자: 홍윤화(1988년 7월 16일~)